# Gnumeric
Gnumeric è un programma libero per fogli di calcolo, ed è parte del progetto GNOME, pur avendo installer anche per Windows. Vuole essere un sostituto libero a programmi proprietari, come Microsoft Excel, al quale si ispira. Gnumeric venne creato e sviluppato da Miguel de Icaza, il quale si è però successivamente dedicato ad altri progetti. Il maintainer attuale è Jody Goldberg.

## Caratteristiche
Gnumeric può importare ed esportare file in diversi formati, compresi CSV, Microsoft Excel, HTML, LaTeX, Lotus 1-2-3, OpenDocument e Quattro Pro. Il suo formato nativo è chiamato Gnumeric file format, ha estensione .gnm o .gnumeric, e consiste in XML compresso gzip.

Include tutte le funzioni di foglio di calcolo dell'edizione nordamericana di Microsoft Excel, a cui se ne aggiungono altre. Non supporta le tabelle Pivot e la formattazione condizionale, funzioni comunque previste per le prossime versioni.
L'accuratezza di Gnumeric lo ha reso popolare tra chi necessita di un'applicazione del genere per l'analisi statistica, la realizzazione di grafici e per altre applicazioni scientifiche. Per migliorare l'accuratezza di Gnumeric, gli sviluppatori collaborano al progetto R.
Gnumeric ha un'interfaccia per la creazione e la modifica dei grafici diversa da quella dei programmi concorrenti. Per modificare un grafico, infatti, Gnumeric mostra una finestra con tutti gli elementi del grafico stesso in una lista. Gli altri programmi per fogli di calcolo, invece, richiedono tipicamente di selezionare i singoli elementi del grafico sul grafico stesso, per modificarli.
La versione 1.8 è la prima a supportare, seppur parzialmente, il formato Office Open XML.